# クリストファー・ランドルフ
クリストファー・ランドルフ（Christopher Randolph, 1959年 - ）はマサチューセッツ州ボストン生まれのアメリカ合衆国の　　俳優、声優。

## 出演作品

### テレビ
- 天才少年ドギー・ハウザー
- あなたにムチュー
- ふたりは友達? ウィル&グレイス
- アズ・ザ・ワールド・ターンズ
- アメリカン・マスターズ

### ゲーム
- メタルギアソリッド
- メタルギアソリッド2
- 大乱闘スマッシュブラザーズX
- メタルギアソリッド4
- メタルギアオンライン
- メタルギアソリッド ピースウォーカー
- メタルギアソリッドV
- マフィア III
- レッド・デッド・リデンプション2
- 大乱闘スマッシュブラザーズ SPECIAL